# Cabezarrubias del Puerto
Cabezarrubias del Puerto es un municipio español de la provincia de Ciudad Real, en la comunidad autónoma de Castilla-La Mancha. Tiene una superficie de 100,59 km² con una población de 521 habitantes (INE 2015) y una densidad de 5,25 hab./km².
Situado al suroeste de la provincia de Ciudad Real, se encuentra al pie de la Sierra Norte de Alcudia Norte de Alcudia limitando con los términos municipales de Brazatortas y una pequeña parte de Almodóvar del Campo al oeste, Hinojosas de Calatrava al este, Puertollano al norte y Fuencaliente al sur. 
Desde las inmediaciones del pueblo se pueden observar diversos paisajes formados, por ejemplo, por el valle del río Tablillas, las sierras de Valdoro y del Rey y las estribaciones de Sierra Madrona, así como del Valle de Alcudia, cruzado por una multitud de cañadas que han formado la historia de la comarca desde hace siglos.[cita requerida]

## Toponimia
El topónimo procede del latín caput más rubeus, con el significado de cabezo rojizo, por el color de sus tierras.

## Historia
Las primeras pruebas de la existencia de Cabezarrubias como municipio las podemos encontrar en el Libro de las Monterías de Alfonso XI en el siglo XIV, cuando se menciona la Sierra de Cabezas Rubias conocida por la abundancia de osos pardos, cuya caza es conocida como la principal actividad económica de la "ermita de San Gabriel" en el siglo XVI. Dicha característica es la que, según la leyenda, da nombre al pueblo (el tono del pelaje del animal al sol se asemejaba al pelo rubio).[cita requerida] Otra leyenda cuenta que el origen del nombre es que, tras la reconquista se inició la tarea repobladora con muchas gentes procedentes de Francia y Alemania que vivieran, trabajaran y defendieran al pueblo de los musulmanes, y los lugareños subidos a una peña viendo a sus nuevos vecinos exclamaron: ¡Cuánta cabeza rubia! por lo que el pueblo pasó a llamarse Cabezarrubia y posteriormente Cabezarrubias del Puerto. Lo del Puerto es porque a los ciudadanos repobladores se les dijo que el pueblo estaba situado junto al mar para atraerles.
Aunque estas primeras noticias constan del siglo XIV, se conocen vestigios que ratifican la existencia de población en siglos anteriores, tales como pinturas rupestres en Las Láminas, en la cueva del Monje y en la cueva de la Estación en la que también encontramos indicios de un pequeño amurallamiento.[cita requerida]
También se encuentran restos de asentamientos en Las Láminas y en el cerro de Los Moros. Además, quedan restos de un vado empedrado en la Cañada de Puerto Suelta a su paso por el río Tablillas de la época romana.[cita requerida]
También se tiene constancia de dos soldados de Cabezarrubias que descubrieron las aguas medicinales de Fuencaliente en el año 1369, lo que nos indica que en aquella época ya existía población en Cabezarrubias.
En relación con Fuencaliente y sus aguas medicinales, cuenta la leyenda que, en 1270, un soldado que volvía de combatir a los musulmanes hacia su casa en Cabezarrubias se detuvo a beber agua en un manantial y en  el agua se le apareció una pequeña virgen que el soldado guardó en su morral siguiendo con su camino. Cuando llegó a Cabezarrubias quiso enseñarla, pero ya no estaba así que volvió al arroyo y allí encontró de nuevo a la virgen. La guardó otra vez y cuando llegó al pueblo la virgen había desaparecido. Fue de nuevo al manantial y allí la encontró. Esto sucedió otra vez más, de modo que pensaron que la virgen quería quedarse allí y construyeron en su honor en ese mismo lugar una ermita, la actual iglesia de Fuencaliente. Desde ese año los dos pueblos celebran las fiestas de la Virgen de los Baños en septiembre.[cita requerida]
Hasta siglos más tarde no se tiene constancia de Cabezarrubias del Puerto, sabiéndose que perteneció a la orden de Calatrava al igual que muchos otros municipios de sus alrededores como por ejemplo Hinojosas de Calatrava.[cita requerida]
Durante los siglos XIX y XX obtuvo una gran importancia la minería que se convirtió en la principal actividad económica de la zona por su gran riqueza mineral, y muchas de las minas se instalaron en el término municipal de Cabezarrubias, entre las que destacan la mina La Petaca, la Jarosa y la del General-Las Panaderas, para la obtención de Pb, Zn, Ag o Cu. De dichas minas todavía se conservan restos, algunos de ellos en muy buen estado, tales como edificaciones de tapial con base de mampostería, escombreras o lavaderos.[cita requerida]
Dicha actividad atrajo a la movilidad ferroviaria y, concretamente, en Cabezarrubias se instaló una estación de vía estrecha que unía Puertollano con peñarroya, cuyo edificio todavía se conserva en la actualidad.[cita requerida]
Perteneció a la jurisdicción de Puertollano hasta 1842, cuando se independizó de este teniendo su propio ayuntamiento e iglesia, en honor a San Gabriel Arcángel.[cita requerida]
Se sabe que antes de esto, en el año 1834, hubo una epidemia de cólera que afectó a muchos lugares de España y más concretamente a los municipios de la comarca, de forma que los habitantes se acogieron a San Pantaleón, patrón del pueblo, para cesar a la enfermedad, tal y como indica el himno. Hicieron la promesa al santo de que desde aquel año celebrarían fiestas con encierros y demás festejos de toros en su honor, y mientras esto ocurriera la enfermedad no volvería a la localidad.[cita requerida]
Hasta la reforma de la nomenclatura municipal de 1916 el municipio se llamaba simplemente Cabezarrubias. En dicha fecha su nombre fue modificado por el de Cabezarrubias del Puerto.

## Demografía
Cabezarrubias del Puerto cuenta con una población de 488 habitantes (INE 2024).
| Gráfica de evolución demográfica de Cabezarrubias del Puerto entre 1842 y 2021 |
| |
| Población de derecho según los censos de población del INE Población de hecho según los censos de población del INEEn estos censos se denominaba Cabezarrubias: 1842, 1857, 1860, 1877, 1887, 1897, 1900 y 1910 |

| 681           | 678 | 639 | 608 | 547 | 521 | 481 |
| (Fuente: INE) |     |     |     |     |     |     |